# Futbol a la República Centreafricana
El futbol és l'esport més popular a la República Centreafricana.

## Competicions
- Lligues:
  - Lliga centreafricana de futbol
- Copes:
  - Copa centreafricana de futbol

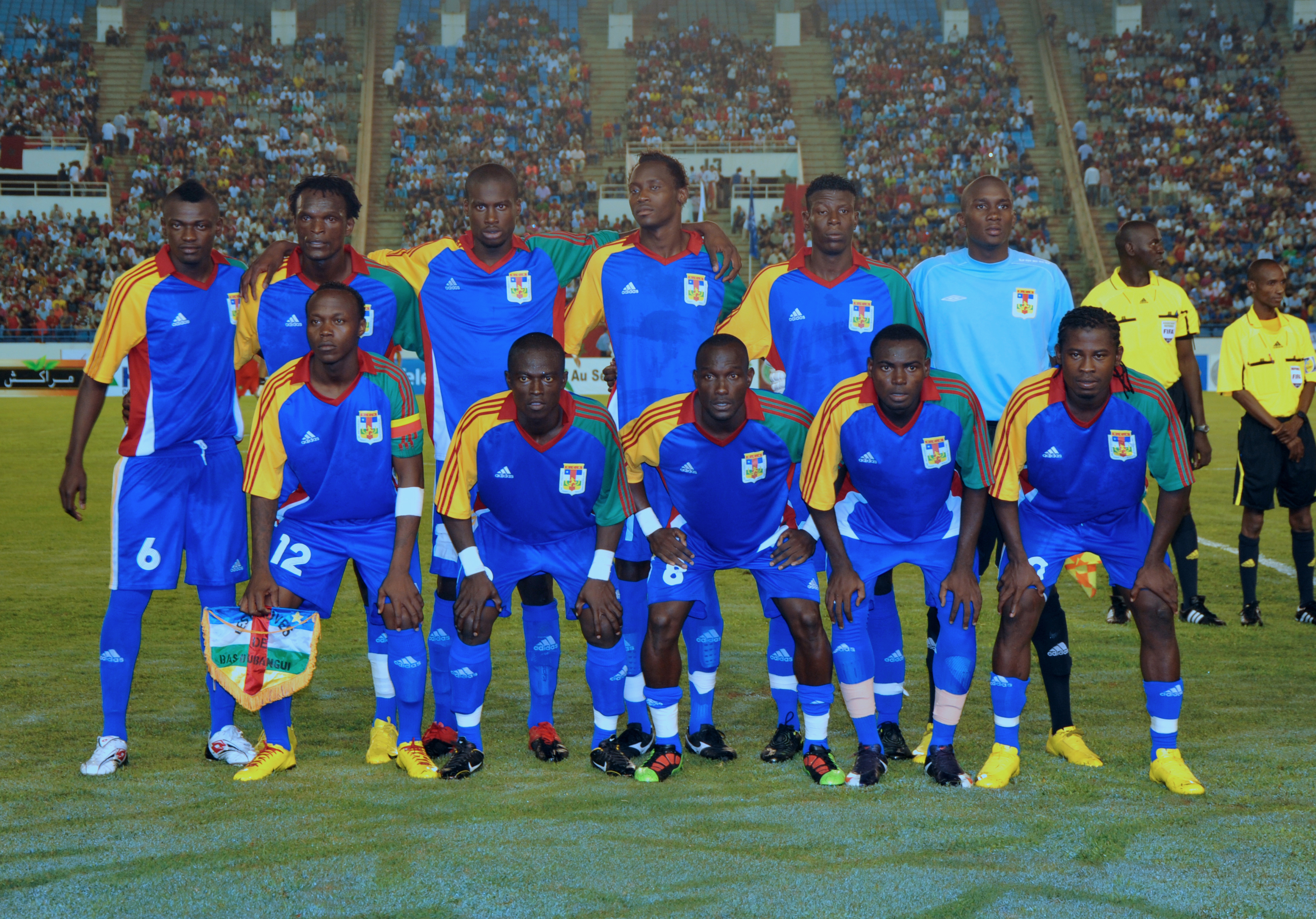
Selecció de futbol centreafricana.

  - Supercopa centreafricana de futbol

## Principals clubs
Clubs amb més títols nacionals a 2019.
- Les Anges de Fatima
- Association Sportive Tempête Mocaf
- Olympic Real de Bangui
- Stade Centrafricain Tocages
- Diplomates Football Club du 8ème Arrondissement
- Forces Armées Centrafricaines
- TP Union Sportive Centrafricaine de Bangui
- Publique Sportive Mouara
- Sodiam Sports
- Union Sportive Cattin

## Principals estadis
| # | Estadi                    | Capacitat | Ciutat |
| - | ------------------------- | --------- | ------ |
| 1 | Estadi Barthélemy Boganda | 20.000    | Bangui |